# Kiyoshi Itō
Kiyoshi Itō (jap. 伊藤 清  Itō Kiyoshi; ur. 7 września 1915 w Hokusei, zm. 10 listopada 2008 w Kioto) – japoński matematyk zajmujący się głównie procesami stochastycznymi, twórca rachunku różniczkowego Itō, laureat Nagrody Kioto, Nagrody Wolfa i Nagrody Gaussa (był jej pierwszym laureatem).

## Życiorys
W 1938 ukończył matematykę na wydziale nauk ścisłych Cesarskiego Uniwersytetu Tokijskiego i w następnym roku rozpoczął pracę w japońskim urzędzie statystycznym, gdzie pracował do 1943. Od 1943 do 1952 był wykładowcą na wydziale nauk w Nagoya University. W 1945 uzyskał tytuł doktora nauk Cesarskiego Uniwersytetu Tokijskiego. W latach 1952–1979 był profesorem na Kyoto University, a następnie na Uniwersytecie Gakushūin (1979–1985). W latach 1976–1979 był dyrektorem Instytutu Badawczego Nauk Matematycznych Kyoto University. Od 1979 był profesorem emerytowanym tej uczelni.
Pracował również na uczelniach zagranicznych: Uniwersytecie Stanforda (1961–1964), duńskim Aarhus Universitet (1966–1969), Uniwersytecie Cornella (1976–1979). 

## Działalność naukowa
Itō w swoich pionierskich badaniach nad rachunkiem prawdopodobieństwa doprowadził do powstania nazwanego jego nazwiskiem rachunku– stochastycznego rachunku różniczkowego opisującego niedeterministyczne i przypadkowe ewolucje. Pierwsze publikacje na ten temat pojawiły się w 1942. Wzór Ito ma zastosowanie nie tylko w innych dziedzinach matematyki, ale też innych naukach, jak fizyka, inżynieria, biologia czy ekonomia.

## Życie prywatne
Znał cztery języki obce – angielski, chiński, niemiecki i francuski – choć opanował je głównie w piśmie. Miał trzy córki: Keiko, Kazuko i Junko. Żona Itō, Shizue, zmarła w 2000 roku.

## Nagrody i wyróżnienia
- 1977 – Nagroda Asahi[4]
- 1978 – Imperial Prize i Japan Academy Prize[5]
- 1981 – honorowy doktor matematyki, Politechnika Federalna w Zurychu[2]
- 1985 – Fujiwara Prize[2]
- 1987 – Nagroda Wolfa w dziedzinie matematyki[6]
- 1992 – doktor honoris causa University of Warwick[2]
- 1998 – Nagroda Kioto w dziedzinie nauk podstawowych[1]
- 2006 – Nagroda Carla Friedricha Gaussa[7]
- 2008 – Order Kultury[8]

## Wybrane prace
- Kiyosi Itō, On the Probability Distribution on a Compact Group, „Nippon Sugaku-Buturigakkwai Kizi Dai 3 Ki / Proceedings of the Physico-Mathematical Society of Japan. 3rd series”, 22 (12), 1940, s. 977–998, ISSN 0370-1239.
- Kiyosi Itō, Differential equations determining a Markoff process, „Zenkoku Sizyo Sugaku Danwakai-si (J. Pan-Japan Math. Coll.)” (1077), 1942, s. 1352–1400.
- Kiyosi Itō, Stochastic integral, „Proceedings of the Imperial Academy”, 20 (8), 1944, s. 519–524, DOI: 10.3792/pia/1195572786.
- Kiyoshi Itō, On a stochastic integral equation, „Proceedings of the Japan Academy”, 22 (2), 1946, s. 32–35, DOI: 10.3792/pja/1195572371.
- Kiyoshi Itō, Stochastic differential equations in a differentiable manifold, „Nagoya Mathematical Journal”, 1, 1950, s. 35–47.
- Kiyoshi Itō, On a formula concerning stochastic differentials, „Nagoya Mathematical Journal”, 3, 1951, s. 55–65.
- Kiyoshi Itō, Henry McKean, Diffusion Processes and Their Sample Paths, Berlin: Springer Verlag, 1974, ISBN 978-3-540-60629-1. Brak numerów stron w książce
- Kiyoshi Itō, Foundations of Stochastic Differential Equations in Infinite Dimensional Spaces, Philadelphia: Society for Industrial and Applied Mathematics, 1984, ISBN 978-0-89871-193-6. Brak numerów stron w książce